# 炒田螺

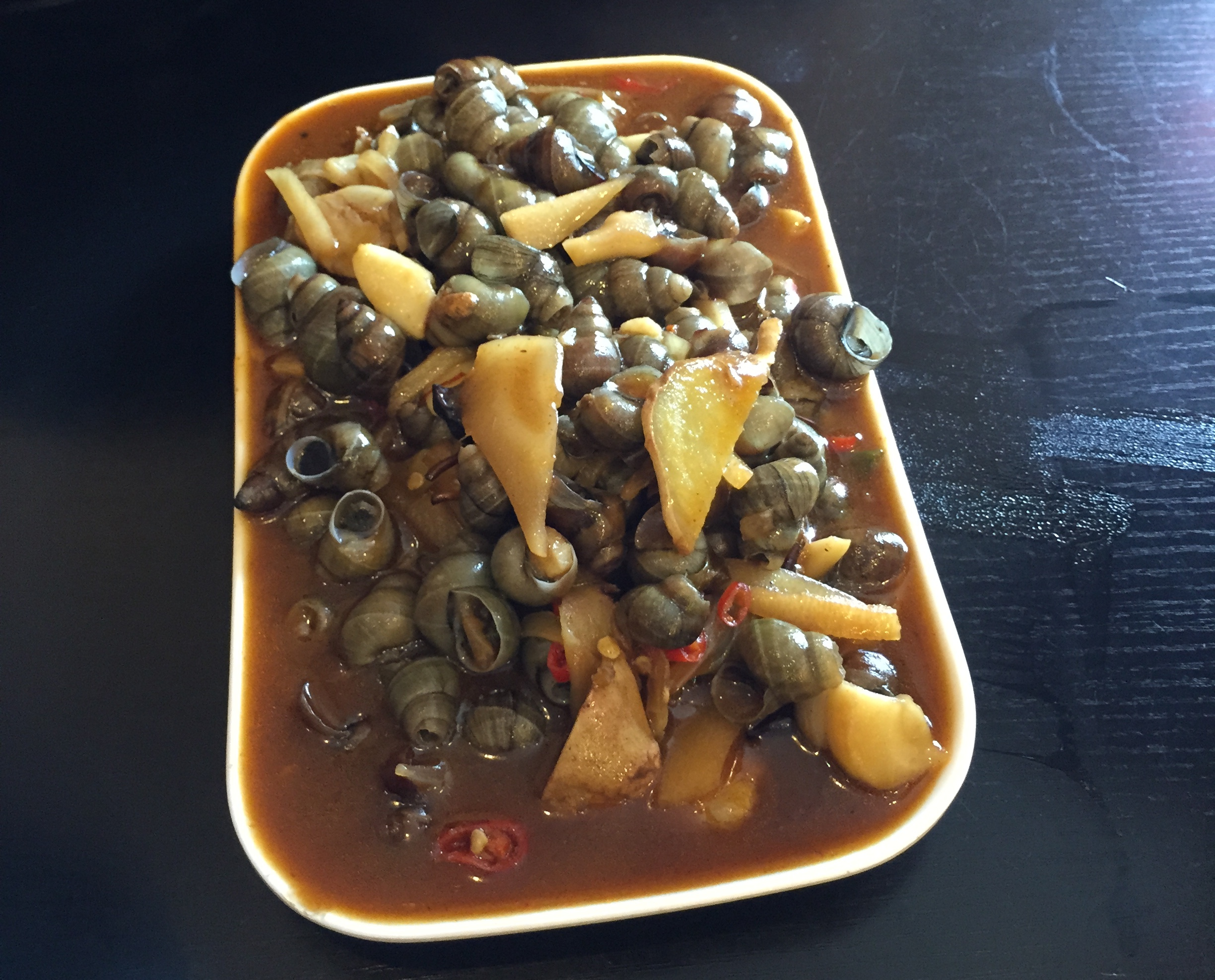
在一间螺蛳粉店内供应的炒田螺

炒田螺特別流行於中國南方的風味小吃，通常做下酒菜。但常吃田螺，也容易生多種傳染性疾病，特別是寻到些產自血吸蟲地區的田螺。另有臭豆腐炒田螺。在廣東地區，炒田螺是中秋節的傳統食品之一。

## 作法
通常用大火快炒田螺，然後加入九層塔、薑絲、大蒜、辣椒等辛香料拌炒，去除田螺腥味。

## 吃法
由於田螺肉長在田螺殼內，所以吃起來很麻煩。人們通常用牙籤作為吃田螺的食具。

## 營養價值
田螺肉本身的营养十分丰富，富含多种蛋白质，维生素等人体需要的成份。